# Анхель-де-ла-Гуарда
А́нхель-де-ла-Гуа́рда или Ангель-де-ла-Гуарда (исп. Isla Ángel de la Guarda — «Ангел-хранитель») — мексиканский остров, расположенный в заливе Калифорния (также называемом «Морем Кортеса»), соединяющемся с Тихим океаном. Известно также название этого острова на индейском языке сери — Xazl Iimt ([ˈχaʃɬ ˈiːmt]), что означает «дома́ пум».
Площадь острова — 931,428 км². Тем самым, он является вторым по территории островом Мексики, вслед за островом Тибурон, который также находится в заливе Калифорния, к юго-востоку от Анхель-де-ла-Гуарда. Остров протянулся в длину (с северо-запада на юго-восток) на 69 км.
Остров Анхель-де-ла-Гуарда является частью муниципалитета Мехикали мексиканского штата Нижняя Калифорния. Постоянного населения на острове нет. На острове находится одноимённый национальный парк Isla Ángel de la Guarda.

## География
Остров Анхель-де-ла-Гуарда расположен у восточного побережья северной части полуострова Калифорния. Он отделён от полуострова проливом Бальенас (Canal de Ballenas, с исп. — «пролив китов») и находится напротив бухты Лос-Анхелес (Bahía de los Ángeles). Минимальная ширина пролива Бальенас — около 12 км. Несмотря на то, что пролив относительно неширокий, его глубина достигает 1200—1500 м.
На острове нет источников воды, кроме дождевой. Бо́льшая часть острова покрыта горами. Наивысшая точка острова находится на высоте 1300 м над уровнем моря.
На северной и южной оконечностях острова есть маяки (Isla Ángel de la Guarda Punta Norte и Isla Ángel de la Guarda Punta Sur).

## Животный и растительный мир
На острове есть разные виды птиц и рептилий, в основном ящериц. Водятся летучие мыши и грызуны. Некоторые виды эндемичны:
- пёстрая гремучая змея острова Анхель-де-ла-Гуарда[англ.] (лат. Crotalus mitchellii angelensis)[8]
- мышь острова Анхель-де-ла-Гуарда[англ.] (лат. Peromyscus guardia)[9]

На острове также встречаются некоторые редкие виды растений — например, кактусы Ferocactus johnstonianus.

## История
Известно, что в 1539 году мимо острова проплывала экспедиция испанского мореплавателя Франциско де Ульоа.

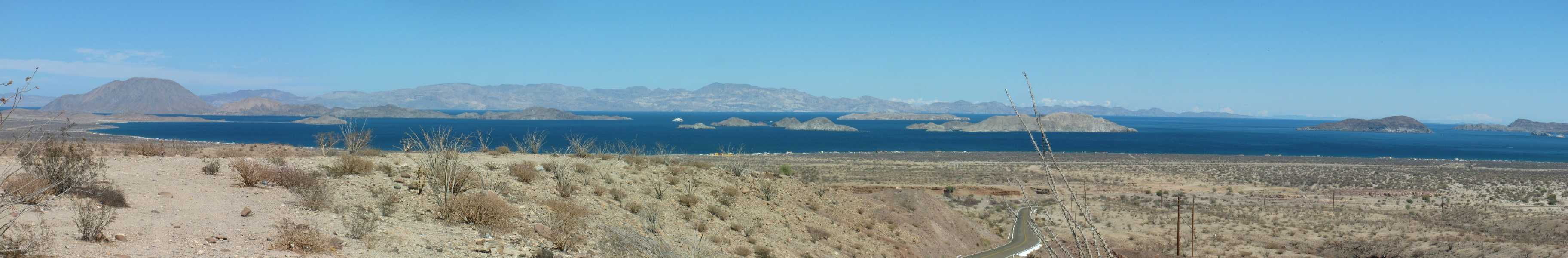
Панорама бухты Лос-Анхелес (Bahía de los Ángeles) с островом Анхель-де-ла-Гуарда на горизонте.